# Bureau des affaires indiennes
Pour l’article homonyme, voir Bureau of Indian Affairs (jeu de rôle).
Ne pas confondre avec Indian Police Service parfois appelé Police indienne.
Le Bureau des affaires indiennes (en anglais Bureau of Indian Affairs) est une administration du gouvernement fédéral des États-Unis qui gère les droits spécifiques octroyés aux minorités indiennes américaines. Cette administration dépendant à l'origine du département de la Guerre a été fondée le 11 mars 1824 et mise sous tutelle du département de l'Intérieur à partir de 1849.
La législation en vigueur contraint le BAI de gérer au mieux les affaires des Amérindiens, notamment lorsqu'il s'agit de la mise en location de terres ancestrales appartenant aux communautés amérindiennes. On lui reproche toutefois de ne pas remplir son rôle et de ne pas défendre suffisamment les droits des Amérindiens et même de contribuer au pillage de leurs ressources par de grandes sociétés industrielles ou commerciales.

## Police indienne
Depuis 1880, elle dispose de l'United States Indian Police (en) ayant pour juridiction le territoire des cinq tribus civilisées. Le BAI a recensé 564 tribus sur le territoire des États-Unis. Il peut recruter également des Indian Agency Polices formées de policiers amérindiens volontaires. Ces policiers amérindiens auxiliaires furent impliqués dans la mort de Sitting Bull.
Depuis les années 2000, les officiers de l'USIP sont armés de pistolets Glock 17 tandis que ses enquêteurs sont dotés de Glock 19. En cas de situation critique, ils peuvent utiliser leurs fusils à pompe Browning BPS, Mossberg 500 ou Winchester 1300, voire des carabines de police Colt AR-15A2 et Ruger Mini-14.